# ذا برونكس

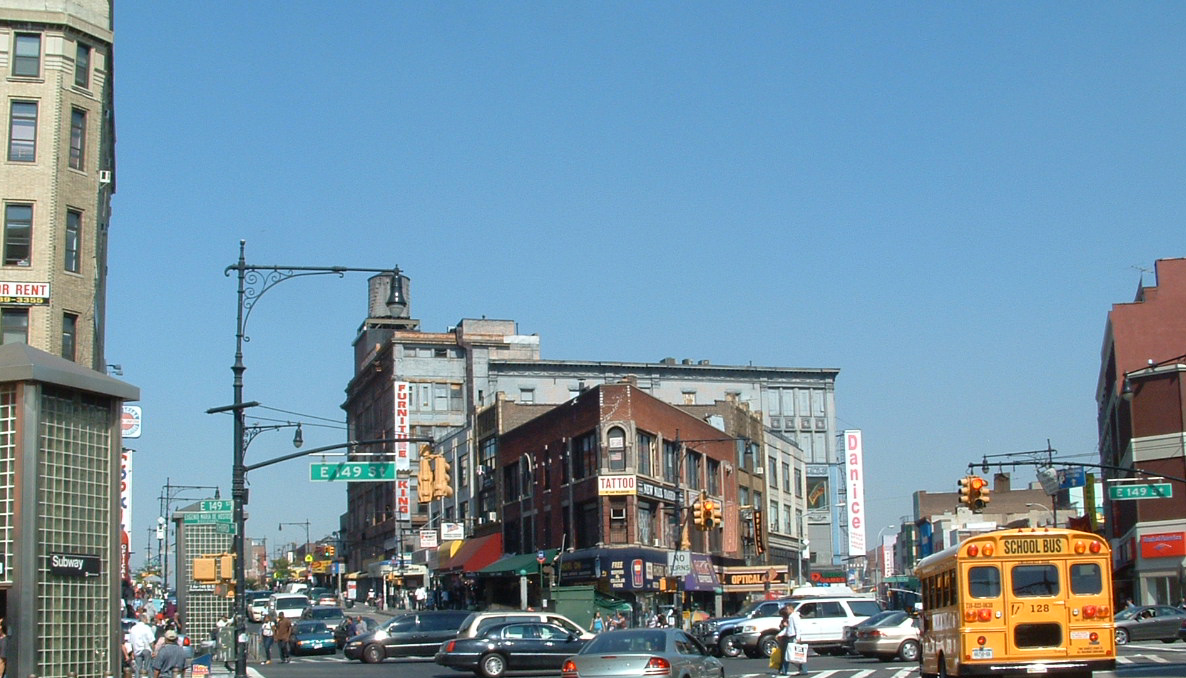
ميدان محوري عند الطريق الثالث "ثيرد أفنيو".

ذا برونكس (بالإنجليزية: The Bronx) هو أحد أحياء مدينة نيويورك الخمسة ويقع شمال شرق مانهاتن وشمال كوينز وإلى الجنوب من مقاطعة ويستتشستر
كما يعدّ آخر مقاطعات ولاية نيويورك. برونكس وهو عبارة عن حي الطبقة الفقيرة من السكان وتتنوع تركيبته العرقية إذ أن 48.4% من سكانه هم من الأميركيين من أصل إسباني لاتيني، ونحو 31.2% من سكانه من السود أو الأمريكيين الأفارقة ونحو 14.5% من البيض، 2.9% من الآسيويين.
في 1 يوليو 2008 سجل مكتب تعداد الولايات المتحدة عدد سكان الحي ب1,391,903 نسمة يقيمون في منطقة مساحتها 109 كيلومتر مربع.

## توأمة
لذا برونكس اتفاقيات توأمة مع:
- ماتارو

## أعلام
- جوزفين هال
- ستانلي كوبريك
- كارولين كوفنتري هاينز
- لورين باكال
- توني موريسون
- جينيفر لوبيز
- ليندسي لوهان
- روزالين يالو
- آن بانكروفت

## وصلات خارجية
- The Bronx Times